# Tone Seliškar
Tone Seliškar, slovenski pesnik in pisatelj, * 1. april 1900, Ljubljana, † 10. avgust 1969, Ljubljana.
Tone Seliškar je eden najvidnejših predstavnikov slovenske proletarske književnosti.

## Življenje
Rodil se je v obrtniško-železničarski družini kot zadnji, sedmi otrok očetu Antonu in materi Mariji (rojena Selan). Šolanje je pričel na osnovni šoli na Vrtači, dokončal pa ga je na učiteljištvu v Ljubljani, kjer je leta 1919 maturiral. Prvo učiteljsko mesto je dobil leta 1919 v Dramljah pri Celju. Leta 1920 je poučeval  na Prežinu nad Štorami, leta 1921 pa v Trbovljah. V Trbovljah je sodeloval pri delavskih socialističnih društvih,  kjer je režiral in pisal (pesniška zbirka Trbovlje, 1923). Nekaj časa je učiteljeval tudi v Reki pri Laškem in v Cerkljah pri Brežicah. Leta 1925 je dobil mesto učitelja na meščanski šoli v Ljubljani na Prulah. Tam je vodil tudi tečaje knjigoveštva. Leta 1942 je na pobudo Prežihovega Voranca postal član Osvobodilne fronte. Med drugo svetovno vojno (jeseni 1943) je odšel v partizane, kjer je predaval, recitiral in objavljal svoja besedila. Po vojni je delal pri informacijskem vestniku OF Slovenskem poročevalcu, bil pa je tudi glavni urednik časopisa Delavske enotnosti. Od ustanovitve leta 1951 do 1954 je bil predsednik Slovenske izseljenske matice v Ljubljani, od leta 1958 do 1962 pa je bil tudi urednik založbe Borec. Umrl je 10. avgusta 1969 v Ljubljani.

## Delo
Tone Seliškar je pisal pesniške zbirke, romane, novele in mladinsko književnost. Pojavil se je v prvih letih slovenskega ekspresionizma in obveljal za enega najbolj značilnih predstavnikov. Že na začetku se je uvrstil med zastopnike proletarske smeri.
Razkrival je bedo delavskega, zlasti rudarskega življenja in izražal upanje na srečnejše dni. Izhajal je iz socialnega ekspresionizma (Trbovlje, 1923), pozneje pa je prešel v socialni realizem (Pesmi pričakovanja, 1937). Tone Seliškar je sprva pisal pesniške zbirke za odrasle, kasneje pa tudi dela za otroke.
Pred drugo svetovno vojno je s pisanjem budil zavest delavcev. V velikem romanu Nasedli brod (1932) je dogajanje preselil v malomeščansko okolje.
Po mladinski povesti Bratovščina Sinjega galeba (1936) je bila 1969 posneta istoimenska mladinska nadaljevanka. Med njegova najboljša povojna mladinska dela pa vsekakor spadajo Mule (1948). Snov je jemal iz motivov izseljevanja (Rudi), pri delu Bratovščina Sinjega galeba iz življenja revnih dalmatinskih ribičev, snov iz partizanskih časov je uporabil pri delih Tovariši, Mule, Liščki, spomine na mladost pa v delih Deček z velike ceste in Fantu so zrasla ušesa. Za Seliškarjevo mladinsko pripovedno delo so značilne izrazita socialna in etična naravnanost, pravičnost vzornih junakov ter živahna in dogodkov polna zgodba.
Njegova dela so prevedena v številne jezike, med drugimi albanščino, češčino, italijanščino, madžarščino, makedonščino, nemščino, poljščino, romunščino, ruščino, slovaščino, srbohrvaščino in ukrajinščino.

#### Dramatika
Seliškar se z dramatiko ni veliko ukvarjal. Napisal je le dve deli. Prva je sodobna alegorična pesnitev Morje plaka (1920), v kateri so nastopajoče osebe Slovenija, Gorica, Istra, Dalmacija, Jetnik, Osveta. Osveta govori o žalujoči Sloveniji in jo hkrati tolaži, da je Osveta ta, ki daje moč in prinaša mir. Obljubo zaključi zbor, ki verjame, da bo kmalu prišlo odrešenje.
Drugo dramsko delo je kratka štiridejanska tragedija Kamnolom (1928).

### Oblika in slog
Tone Seliškar je verz približal prozi. Tak verz je ustrezal pripovedni vsebini njegovih pesmi. Njegov slog je bil v ekspresionističnem obdobju patetičen, poln nabreklih podob, simbolov, zapletenih stavčnih zvez in oblik. Z novo stvarnostjo je te značilnosti izgubil ter postal vsakdanji, skoraj časnikarski.

### Pesniške zbirke
- Trbovlje (1923) (COBISS)
- Pesmi pričakovanja (1937) (COBISS)
- Sovražnik (1944)
- V naročju domovine (1947) (COBISS)
- Pesmi in spevi (1951) (COBISS)
- Črni oblaki in vihar (1964) (COBISS)

### Mladinska dela
- Rudi (1929) (COBISS)
- Bratovščina Sinjega galeba (1936) (COBISS)
- Janko in Metka (1939) (COBISS)
- Hudournik (1939) (COBISS)
- Tovariši (1946) (COBISS)
- Mule (1948) (COBISS)
- Liščki (1950) (COBISS)
- Dedek Som (1953) (COBISS)
- Posadka brez ladje (1956) (COBISS)
- Velika gala predstava (1958) (COBISS)
- Deklica z junaškim srcem (1959) (COBISS)
- Martinček - sin brigade (1959) (COBISS)
- Jernejčkov odred (1960) (COBISS)
- Volk pogoltnik (1961) (COBISS)
- Vesele in žalostne o mulah (1962) (COBISS)
- Ribič Luka in delfin (1963) (COBISS)
- Otroci partizanskega rodu (1963) (COBISS)
- Indijanci in gusarji (1965) (COBISS)
- Dimka (1965) (COBISS)
- Deček z velike ceste (1966) (COBISS)
- Moja prva knjiga (1969) (COBISS)
- Fantu so zrasla ušesa (1970) (COBISS)
- Velika žrtev (1976) (COBISS)

### Izdane pesmi s socialno tematiko
- Trbovlje - zbirka pesmi (leta 1923) (COBISS)
- Knjiga drugova - zbornik jugoslovanske socialne poezije, izšlo v Kikindi (leta 1929)
- Pesmi pričakovanja - zbirka pesmi (leta 1937) (COBISS)

- Sovražnik - zbirka novih pesmi »kot jih je zahtevala revolucija« (leta 1944)
- V naročju domovine - zbirka pesmi »v novi Jugoslaviji« (leta 1947) (COBISS)

### Romani
- Nasedli brod (roman, 1932) (COBISS)
- Hiša brez oken (roman,1936) (COBISS)
- Roke Andreja Podlipnika (1937) (COBISS)
- Mesto (roman, 1938) (COBISS)
- Tržaška cesta (roman, 1947) (COBISS)
- Jadra na robu sveta (roman, 1962) (COBISS)
- Noč in svitanje (roman, 1964) (COBISS)

### Kratka proza
- Ljudje z rdečim cvetom (kratka proza, 1961) (COBISS)
- Partizan Jaka, medved in mula (kratka proza, 1981) (COBISS)

### Druga dela
- Zmagali bomo (reportaža pohodov 18. divizije, 1946) (COBISS)
- Tovariši (povest, 1946) (COBISS)

## Nagrade
- 1947 - Prešernova nagrada za delo Tovariši
- 1949 in 1950 - Levstikova nagrada za delo Mule in za delo Posadka brez ladje
- 1959 - Nagrada najbolj branega mladinskega pisatelja Jugoslavije